# Église Saint-Michel-Archange de Montréal
L'église Saint-Michel-Archange est une église catholique romaine de Montréal conçue par l'architecte Aristide Beaugrand-Champagne en 1915. Elle est située au 5580, rue Saint-Urbain, 105, rue Saint-Viateur Ouest, dans le quartier du Mile End.

## Histoire
À l'origine, elle fut fréquentée par la population irlandaise installée dans le quartier. Lorsque la population d'origine fut remplacée par la population polonaise, l'église devient une mission polonaise en 1964, et le nom a été changé en anglais pour Saint-Michael's and Saint-Anthony's.

## Description
L'église, un exemple d'hybridité culturelle, est un bâtiment d'inspiration byzantine, construite pour une communauté irlandaise, dans un quartier multiculturel, et répondant présentement aux besoins des communautés polonaise et irlandaise. L'église est aussi reconnue pour son architecture byzantine, qui inclut un dôme et une tour Elle ainsi un exemple original de l'architecture des églises de Montréal.

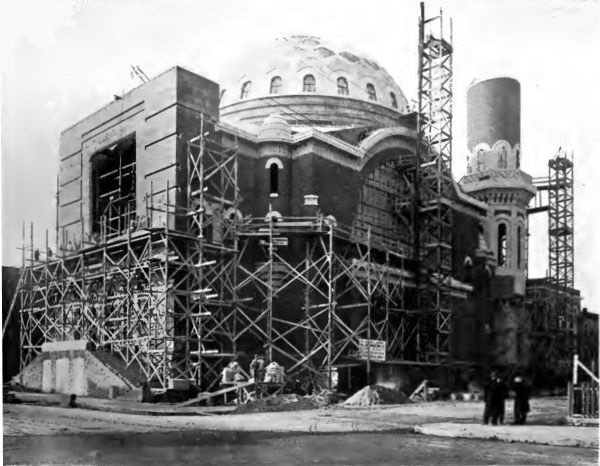
En construction, 1916
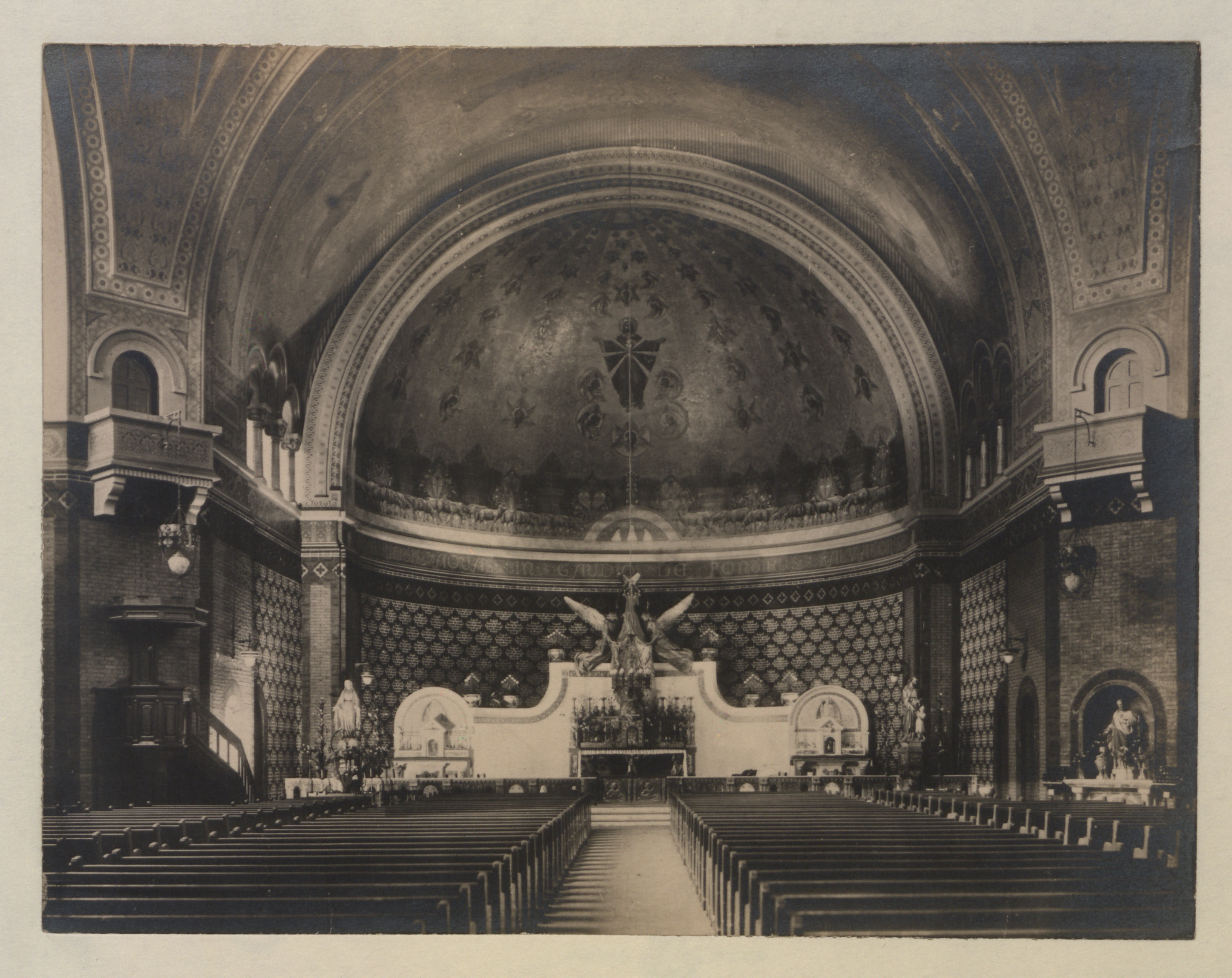
Intérieur, 1922